# Vicente Marco Aguilar
Vicente Marco Aguilar  (Valencia, 1966) es un escritor español y profesor de escritura creativa tanto en la universidad como en la Fundación Max Aub como en escuelas privadas. Cultiva la novela, el relato y el teatro, géneros en los que ha obtenido numerosos premios y distinciones.
Muchas de sus obras teatrales han sido representadas en España, Ecuador, República Dominicana y México. Entre las obras teatrales  destacan sus comedias en espacios singulares y las obras Si yo fuera rica, Doce gentes en coches de ocho, La soledad de la náufraga, Terapia de bala o Los que llegan por la noche.

## Obras

### Novelas
- Murmullos. (2000). Breve novela de intriga policiaca. Editorial Instituto de Estudios Modernistas. Premio de novela Comisión de cultura Alto Almanzora y Olula del Río.
- Los trenes de Pound (2009). Thriller con tintes kafkianos y humorísticos. Editorial Castalia. Premio Tiflos de novela.
- El Collage de Orsson Beans. (2012) Ed. El búho de Minerva ) . Reeditada por Editorial Contrabando (Cheeboks en 2017). finalista premio de novela Ateneo de Valladolid
- Ya no somos niñas. Ed. Autores premiados (2012), finalista premio Logroño de novela.
- Ópera Magna. Ed. Almuzara (2013), Premio Jaén de novela.
- Mi otra madre. Ed. Lengua de Trapo (2015) Premio Valencia de Novela Contemporánea Alfons el Magnanim.
- Las revelaciones de Mackenzie. Ed. Sargantana 2018.
- El cuadrilátero. (2018) Ed. Ayto de Alcobendas. Premio de novela El Fungible.
- La mujer geométrica. (2019) Ed. Almuzara.
- Una novela de éxito. (2022) Ed. Almuzara
- El maestro dorado (2024) Ed. Salto de Página. Finalista Premio Ciudad de Badajoz (Perseguidores y perseguidos).
- El taller de escritura Max Aub Ed. Almuzara (2025) Galardón de las Letras del Mediterráneo.

### Cuentos
- Los que llegan por la noche (2010). Colección de relatos entre los que destacan El cerco, Los edificios del General, Cuaderno rojo o Un sobre para Rández.
- El desorden de los números cardinales. (2017). Editorial Berenice. Cuentos premiados con un hilo conductor común que conforma una novela.
- El desorden de los números cardinales. (2024). Editorial Sloper. Cuentos premiados con un hilo conductor común que conforma una novela.

### Ensayos
- Manual de escritura creativa y premios literarios. (2015) Ed. Berenice
- Cómo escribir un cuento y dibujarlo. (2018) Ed. Berenice. Junto al ilustrador Kolo.
- Escritura creativa para activar la mente. (2020) Ed. Berenice. Junto a la doctora en Psicología Asunción Aguilar.
- Manual de teatro. (2024). Ed. Berenice. Compendio de obras cómicas explicadas.

### Teatro
- Viernes 13 y sábado 14. (2013) Premio Nacional de Teatro Castelló a Escena.
- Los guancgu guanchu- (2014) Premio Fray Luis de León de Teatro.
- El tamaño no importa 9. (Aguilar, et al.) Ediciones Antígona - AAT, Madrid. ISBN 978-84-96837-38-6[4]
- La soledad de la náufrafaga- OLECCIÓN DE TEATRO BREVE DEL CERTAMEN INTERNACIONAL CIUDAD DE REQUENA,(2018) Premio Requena de teatro 2018.

## Participación en antologías
- El año del virus. Relatos en cuarentena. Edición de Eloy M. Cebrián. Prólogo de Javier Sarti. Albacete: Los libros de El Problema de Yorick, 2020.[5]

## Premios y menciones

### De novela
- Primer premio certamen de novela Villa Olula del Río 1998, por Murmullos
- Primer premio de novela Editorial Ópera Prima 1999, por Sopa de letras
- Primer premio Tiflos de novela 2010, por Los trenes de Pound
- XXIX premio Jaén de novela 2013 por Opera Magna
- Premio Valencia de Narrativa en Castellano Alfons el Magnanim 2015 por MI otra madre.
- Premio El Fungible de novela corta 2017 por El cuadrilátero.
- Finalista o accésit en más de una decena de concursos entre los que destacan los premios Torrente Ballester, Ateneo de Valladolid, Getafe de novela negra, Premio Logroño, Ciudad de Badajoz, Ciudad de Jaén.

### De cuento
- Primer premio Jorge de Ortúzar 1999, por La ciudad desierta
- Primer premio Alberto Lista 2001, por El hilo rojo
- Primer premio Julio Cortázar 2006, por Los edificios del general
- Primer premio cuentos Villa de Mazarrón 2006, por El cerco
- Premio A. Pastor de Peñíscola de relatos 2007, por La historia azul de Isaura Docemadres
- Tercer premio Hucha de oro 2007 por Los almacenes Santiago
- Primer premio Unamuno de relatos por Un sobre para Rández
- Primer premio certamen Los monegros 2016 por El desorden de los números cardinales
- Finalista o accésit en más de cincuenta concursos.

### De teatro
- Finalista Premio Agustín González 2012 por "Terapia de Bala".
- Premio Nacional de Teatro Castelló a Escena 2012 por "Viernes 13 y sábado 14"
- Accésit premio de teatro Lope de Vega 2013.
- Premio Fray Luis de León de Teatro 2014.
- Premio Ciudad de Requena 2018.

El 18 de junio de 2024 se le concedió el Galardón de las Letras del Mediterráneo por su trayectoria literaria y la aportación al engrandecimiento de la literatura española.